# Membransiren

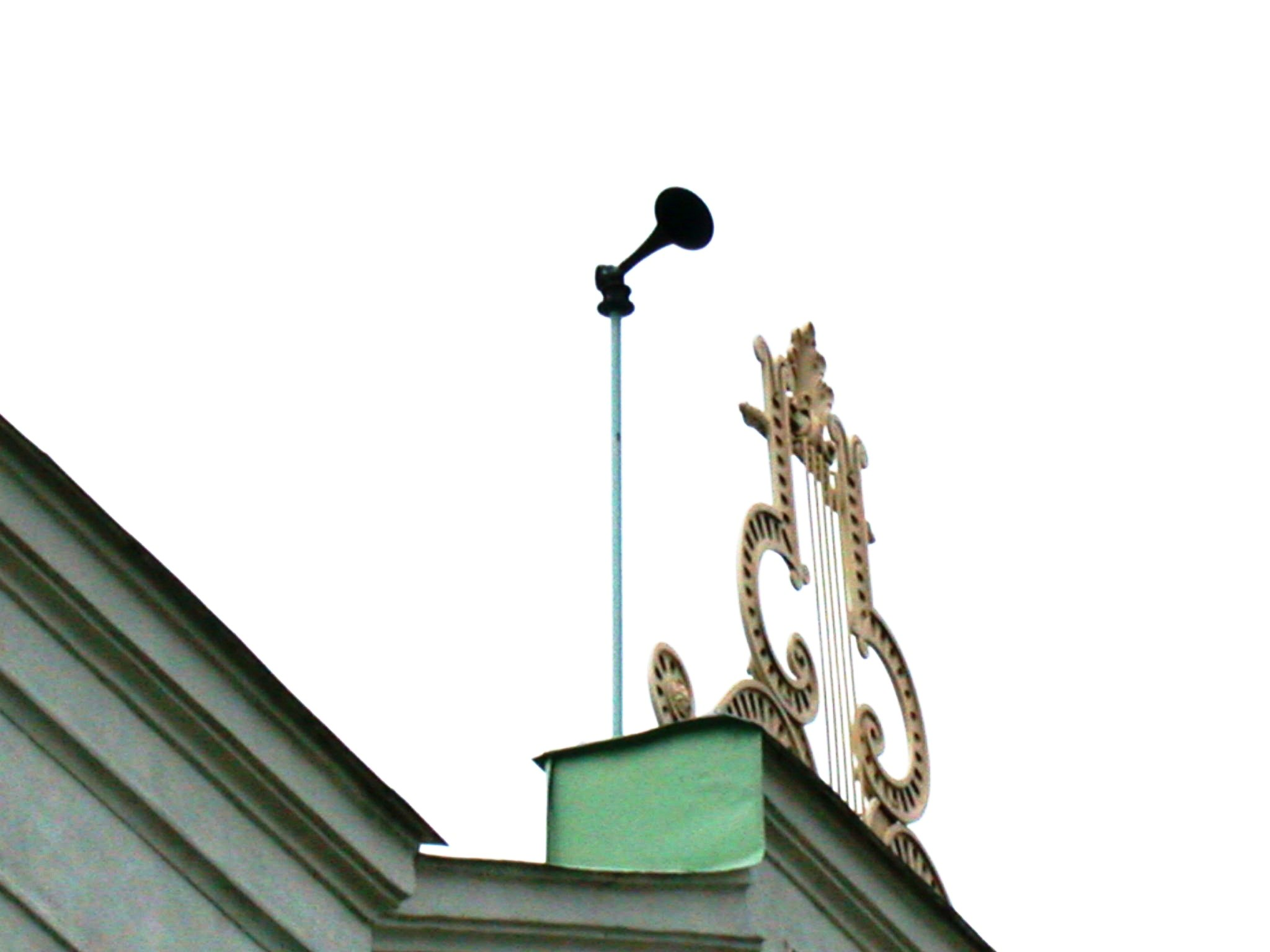
En membransirén för VMA.

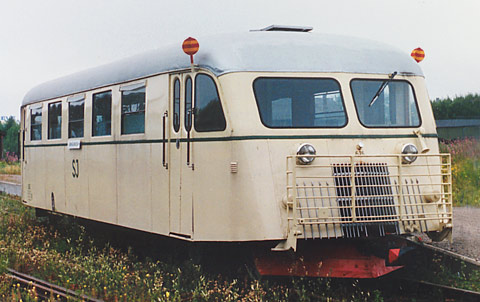
En membransirén på en HC-buss, placerad under fönstret till höger

Membransirén är en tryckluftsdriven sirén som avger ett kraftfullt ljud, genom att lufttrycket sätter ett membran i vibration. Membransirenen används i flyglarm (Hesa Fredrik), på tåg, samt på lastbilar.